# Comer (azienda)
Comer Industries S.p.A. è un'azienda italiana specializzata nella progettazione e produzione di sistemi ingegneristici avanzati e soluzioni meccatroniche per la trasmissione di potenza.
È quotata alla Borsa Italiana dal 2019 nell'Euronext Growth Milan della Borsa di Milano.

## Storia
L’azienda nasce nel 1970 in provincia di Reggio Emilia, a Reggiolo, con il nome di  CO.ME.R (Costruzioni Meccaniche Riduttori).
Nel 2021 acquisisce l'azienda tedesca Walterscheid aumentando nettamente di dimensioni.
Nel 2022 acquisisce Benevelli Electric Powertrain Solution e Sitem Motori Elettrici espandendosi così nel settore dei componenti per mobilità elettrica.

## Presenza internazionale
Comer ha impianti di produzione in 9 Paesi e centri di ricerca in 3:
- Italia: 6 impianti + centri di ricerca
- Germania: 3 impianti + centri di ricerca
- Stati Uniti d'America: 2 impianti + centri di ricerca
- Brasile: 1 impianto
- India: 1 impianto
- Cina: 1 impianto

## Riconoscimenti
Il trattore Fendt 600 Vario, nato dalla collaborazione tra Comer Industries e AGCO Corporation, si aggiudica il premio Farm Machine 2024 nelle categorie "Audience Choice Award" e "Mid-range Tractor".